# 鶴ヶ城 (紀伊国)
鶴ヶ城（つるがじょう）は、紀伊国（現・和歌山県田辺市龍神村東）にあった日本の城。別名は増賀城。

## 概要
南北朝時代、玉置直虎（下野守）によって築城された。
玉置氏は紀伊国日高地方に勢力を持ち、直虎は北朝方に属して戦功を上げ、日高郡山地荘を得る。その地に鶴ヶ城を築いて居城とした。玉置氏には手取城を居城とした和佐玉置氏と並んで、こちらは山地玉置氏と称される。
直虎の死後は子の玉置上野が受け継ぎ、代々居城としていたようだが和佐玉置氏が没落した頃に廃城になったようである。
城は山城で、遺構として石垣と堀の跡が残されている。